# Ichneumon perretti
Ichneumon perretti là một loài tò vò trong họ Ichneumonidae.